# Bolechowo (województwo zachodniopomorskie)
Bolechowo (niem. Diedrichsdorf, dolnoniem. Dietrichsdörp) – wieś sołecka w Polsce położona w województwie zachodniopomorskim, w powiecie goleniowskim, w gminie Goleniów. W skład sołectwa wchodzą Bącznik, Łęsko, Zabród, Krzewno (osada leśna) i Krzewno (osada). Funkcję sołtysa pełni (rok 2024) Tadeusz Pietrzak.

## Geografia
Miejscowość położona jest w Puszczy Goleniowskiej około 7 km na południowy wschód od Goleniowa, na Równinie Goleniowskiej. Przecina ją droga powiatowa 4114Z łącząca Goleniów ze Stawnem. Około 800 m na południe od wsi przepływa struga Wisełka, a około 700 m na zachód – strumień Bielawka. Oba te cieki uchodzą do oddalonej od Bolechowa o około 1,5 km rzeki Iny. Na terenie wsi znajdują się także stawy rybne. Lasy otaczające Bolechowo wchodzą w skład obwodu łowieckiego nr 160, który przynależy do Koła Łowieckiego „Knieja” z Goleniowa.

### Szlaki turystyczne
- Żółty szlak rowerowy o długości 21 km (Goleniów – Osiedle Helenów – Podańsko – Tarnówko – Stawno – Bącznik – Bolechowo – Goleniów)[15];
- Niebieski szlak rowerowy o długości 29 km (Goleniów – Zabród – Bolechowo – Bącznik – Lipa „Anna” w Pucku – Kliniska Wielkie – Rurzyca – Goleniowski Park Przemysłowy – Goleniów)[15];
- Trasa „Szlakiem korowodów Nocy Świętojańskiej i tajemnic przeszłości” o długości 21 km (Goleniów – Góra Dzwonów – Łęsko – Bącznik – Bolechowo – Goleniów)[16];
- Szlak Sentymentalny nr 2 o długości 48 km (Goleniów – Żółwia Błoć – Niewiadowo – Glewice – Osiedle Mosty – Imno – Mosty – Danowo – Budno – Podańsko – Tarnówko – Stawno – Bolechowo)[17].

## Historia

### Prehistoria
We wsi i jej bezpośredniej okolicy znajduje się pięć prehistorycznych stanowisk archeologicznych, które wskazują na istnienie tu osadnictwa w neolicie i epoce brązu. Najszerzej opisana została osada położona na piaszczystym wzniesieniu około 400 metrów na północ od zabudowań wsi. Odkrycia dokonali w 1932 roku Hugo Rehbein, nauczyciel ze wsi Eichberg (pol. Żdżary), oraz leśniczy Mattern. Na stanowisku zinwentaryzowano kilkanaście odłamków naczyń, a wśród nich: dwa brzegi, zapewne pucharów lejkowatych, zdobione poziomym pasem głębokich nakłuć; brzeg innego, szerokiego naczynia, zdobionego poprzez nakłucia paznokciem; górną część pucharu zdobionego nacinaną jodełką; brzusiec o wygładzanych powierzchniach; kilka grocików i jeden wiór krzemienny. Zbiory te, częściowo zachowane, znajdują się w posiadaniu Muzeum Narodowego w Szczecinie. Jeszcze w 1969 roku K. Siuchniński zaliczał osadę do kultury ceramiki dołkowo-grzebykowej. Ponowna analiza T. Galińskiego (1992) pozwoliła jednak na identyfikację kultur pucharów lejkowatych oraz ceramiki sznurowej.

### Nowożytność
Wieś została założona z rozkazu króla pruskiego Fryderyka II w ramach szerszej akcji osadniczej przeprowadzanej na Pomorzu. Stargardzki magistrat na terenie tzw. puszczy poczernińskiej (niem. Pützerlinische Heide) miał wybudować 16 chałup dla 32 rodzin zajmujących się przędzeniem wełny. Każda z rodzin miała otrzymać ponadto 3 morgi pola i 2 morgi łąki. Oznacza to, że miasto Stargard musiało przeznaczyć na ten cel 160 mórg własnego lasu, który częściowo trzeba było dopiero wykarczować i uzdatnić do uprawy.
Domy o budowie szachulcowej  rozlokowano na planie ulicówki, pośrodku pozostawiając wolną przestrzeń na cmentarz. Pierwsi koloniści zaczęli osiedlać się w roku 1751. Wtedy też nazwę wsi zmieniono z technicznego Dorf bei Pützerlin (pol. Wieś koło Poczernina) na Diedrichsdorf. Rok później Kamera Wojenno-Skarbowa w Szczecinie udzieliła osadnikom trzyletniego zwolnienia z opłat. Uregulowane zostały także kwestie pozyskiwania drewna ze stargardzkich lasów miejskich oraz korzystania z młynu w Dieck Mühle (pol. Bącznik). Ten ostatni, choć pierwotnie był własnością Stevenhagen (pol. Stawno), jakiś czas po powstaniu Diedrichsdorf został przyłączony do nowej kolonii.
Początkowo do wsi dotarło jedynie 29 z planowanych 32 rodzin osadników: 25 z Eichsfeld i kolejne 4 z Wirtembergii . Ci, którzy przybyli, musieli mierzyć się z licznymi trudnościami i dopominać się o swoje prawa. Zła sytuacja materialna dotyczyła zresztą większości pomorskich kolonii. Do uszu króla Fryderyka II dochodziło tak wiele skarg kolonistów z Pomorza, że w 1753 roku zlecił on swojemu zaufanemu, księciu von Dessau, przeprowadzenie kontroli we wszystkich wsiach założonych po 1747 roku. Moritz von Anhalt-Dessau, który w tym czasie z własnych pułkiem piechoty stacjonował w Stargardzie, w tydzień (od 8 do 13 października) objechał wszystkie kolonie. Nie szczędził przy tym reprymend pod adresem urzędników i właścicieli nowych lokacji. Nie przyczyniło się to jednak do szczególnej poprawy warunków życia ich mieszkańców . Wiosną 1754 roku, gdy król przybył do Szczecina na inspekcję wojskową, wiele grup kolonistów – a w tym również mieszkańcy Diedrichsdorf – osobiście wniosło do niego skargi. Ich bezpośrednią konsekwencją był wydany przez Fryderyka 6 czerwca rozkaz gabinetowy następującej treści: 

Jego Królewska Wysokość jeszcze podczas swojej ostatniej wizyty na Pomorzu musiał – ku swemu szczególnemu niezadowoleniu i zdziwieniu – wysłuchiwać, jak stargardzki magistrat obchodzi się z nowymi osadnikami sprowadzonymi do Diedrichsdorf, a także jak różne inne magistraty i jednostki, które osiedliły na swych gruntach nowych osadników, traktują ich w sposób wysoce nieodpowiedzialny, przez co wspomniani osadnicy już od samego początku byli zniechęcani i pozbawiani sił – i to do tego stopnia, że po ich gospodarstwach można było spodziewać się raczej pozorów niż rzeczywistych zysków.
Jego Królewska Wysokość jednak bynajmniej nie zamierza przyglądać się obojętnie tak nieodpowiedzialnemu postępowaniu – przeciwnie, napawa go ono głębokim oburzeniem – chce więc mieć pewność, że tych nowych, uciemiężonych kolonistów bezzwłocznie zacznie się wspierać i odciążać.
Zatem rozkazuje On łaskawie, ale i ze wszelką stanowczością Pomorskiej Kamerze Wojenno-Skarbowej powołać dwóch prawych i całkowicie rzetelnych przedstawicieli, którzy nie mają najmniejszych związków z magistratami, urzędnikami ani innymi jednostkami, dopuszczającymi się takiego ciemiężenia kolonistów, i polecić im, by gruntownie przebadali tamtejsze kolonie. Mają więc udać się osobiście na miejsce, aby wysłuchać nowych osadników i pozwolić im mówić z całą swobodą, ażeby ustalić bezspornie, w jaki sposób obchodzili się z nimi ci, którzy sprowadzili ich na miejsce: czy pomogli im, czy raczej zaszkodzili, a także czy przyobiecane warunki zostały spełnione, czy też nie.
Jego Królewska Wysokość żywi przy tym nadzieję, że wśród radców tamtejszej Kamery w istocie znajdzie się jeszcze kilku ludzi prawych i bezstronnych, którym takie polecenie można powierzyć, a którzy wywiążą się zeń z poczuciem czci i obowiązku – nie będą okazywać lęku przed ludźmi ani kierować się własnymi interesownymi czy gwałtownymi pobudkami. Niech takich właśnie ludzi prezydent Kamery, ten von Aschersleben, mianuje i upoważni do wykonania tego polecenia. Niech zatem niezwłocznie wyda w Kamerze konieczne rozporządzenia i równie prędko odeśle do rąk Jego Królewskiej Mości wykaz strat wraz z należycie sporządzonym sumarycznym streszczeniem.
Jednakże jeżeli Jego Królewska Wysokość wkrótce dowie się, że wspomniani komisarze, albo nawet i cała Kamera nie uczynili za dość jego woli i poleceniu, bądź że dopuścili, by jakiekolwiek drugorzędne względy przeszkodziły im w ujawnieniu prawdy, Jego Królewska Wysokość sam, nie zwlekając, wyśle w swym imieniu innych, którzy gruntownie przebadają i zdadzą sprawę z tych rzeczy, o których napisano powyżej oraz z postępowania komisji. Ci zaś, którzy zaniedbali swój obowiązek i zatracili cześć, niech już teraz uzmysłowią sobie, jak dotkliwie ich zaniedbanie zostanie wówczas ukarane.
Poczdam, 6 czerwca 1754 roku
podpisał Fryderyk 

Rozkaz ten rzeczywiście został potraktowany poważnie. Sprawą zajęło się nie dwóch wyznaczonych przedstawicieli, ale sam wicedyrektor Johann Heinrich Sprenger wraz z obydwoma radcami wojennymi – Winckelmannem i Marquardtem – oraz jeszcze trzema innymi radcami. Za przeprowadzenie kontroli w Diedrichsdorf odpowiedzialny był Christian Ludwig Winckelmann. Ponieważ to właśnie skargi tutejszych osadników skłoniły króla do wydania rozporządzeń, przygotował on swoje raporty ze szczególną starannością. Wylicza on główne zarzuty podnoszone przez kolonistów i komentuje je, przedstawiając stanowisko Kamery:

Skarga 1: Osadnicy z Eichsfeld utrzymują, że gdy ich pozyskiwano, prezydent Kamery von Fuchs z Halberstadt przyobiecał każdemu z nich krowę, której jednak żaden nie otrzymał. Akta milczą na ten temat, a i magistrat nie chce się do niczego podobnego przyznać. Ponieważ jednak krowy są kolonistom niezbędne, a nie posiadają oni własnych środków, za które mogliby je zakupić, od najłaskawszego rozkazu Waszej Królewskiej Mości zależy, czy Kamera powinna je dla nich nabyć.
Skarga 2: Koloniści utrzymują, że obiecano im 10 do 15 lat zwolnienia z opłat, gdy tymczasem zostały im przyznane jedynie 3. Stanowisko Kamery: Prawo do 15-letniego zwolnienia przysługuje tylko tym kolonistom, którzy osiedlają się na surowym korzeniu. Ci natomiast otrzymali gotowe domy, pola i ogrody. Ale ponieważ Wasza Królewska Mość najłaskawiej zwolnił inne, przydzielone do miast rodziny przędzarzy wełny od wszelkich podatków in perpetuum, zależy więc od najłaskawszego postanowienia Waszej Królewskiej Mości, czy i tym kolonistom, zważywszy na ich marną sytuację oraz na fakt, że nie zrobili jeszcze użytku z pól i łąk, mają zostać dodane jeszcze 2 lata zwolnienia, by mogli w tym czasie stanąć na własnych nogach.
Skarga 3: Koloniści dopominają się o zapłatę rzekomo zaległych kosztów podróży i wyżywienia, mianowicie za ich podróż z miejsc zamieszkania do Halberstadt, gdzie zostali zakontraktowani. Referent przyznaje, że osadnicy, a zwłaszcza Reinhold i jego dwaj zięciowie, mieli szczególne trudności z organizacją przewozu. Choć kolonistom przysługiwał jedynie zwrot kosztów transportu z Halberstadt do miejsca osiedlenia, komisarz polecił nakazać Kamerze, by ta ze względów słuszności wypłaciła Reinholdowi 15 talarów .

Pomimo tych uchybień, radca Winckelmann ocenia mieszkańców Diedrichsdorf krytycznie. W podsumowaniu swojego raportu stwierdza:

Co do tej kolonii, należy zawiadomić, że jest ona dla Kamery największym obciążeniem. Wydała ona nań już 5000 talarów, co nawet w przyszłości nie przyniesie zysku, lecz raczej koszty stale będą rosnąć. Wśród kolonistów bowiem wielu jest gospodarzy leniwych i niedbałych, którzy po trochu psują przędzę, skracają nić i mataczą coś przy motowidłach – dlatego też fabrykanci wzdrygają się przed oddawaniem im wełny do przędzenia, a Kamera od czasu do czasu musi ich żywić. Ci nieliczni spośród kolonistów, którzy są pracowici, mają swój skromny kawałek chleba, to jednak z tego właśnie powodu dotkliwie prześladuje ich cała reszta. A jako że większość z nich jest wyznania katolickiego, obchodzą oni liczne święta i podczas ich trwania nie pracują. W efekcie nie potrafią się utrzymać i zarobić na chleb. Należałoby więc ukrócić te nadużycia i przez uwięzienie zmusić niedbałych kolonistów do większej pilności i do lepszego prowadzenia się, a gdyby także i to nie przyniosło oczekiwanego rezultatu – należy ich odprawić .

W istocie – czy to za sprawą odprawy, czy z własnej woli, czy też może wskutek wojny siedmioletniej – niewielu kolonistów pozostało w Diedrichsdorf. Świadczą o tym akty dziedzicznej własności ziemi, nadane osadnikom w 1786 roku. Praktycznie wszyscy pruscy koloniści – niezależnie od zajęcia i miejsca osiedlenia – otrzymywali swoje gospodarstwa na prawie dziedzicznej własności użytkowej. Oznacza to, że właściciel ziemi (w tym wypadku miasto Stargard) pozostawał jej właścicielem, ale nie mógł usunąć z niej osadnika. Ten ostatni z kolei musiał odprowadzać dla niego czynsz w gotówce lub w naturze. Stargardzki magistrat jednak i w tej kwestii działał opieszale i odwlekał podpisanie umów. 23 lipca 1766 roku Fryderyk II polecił, by osadnicy z Diedrichsdorf otrzymali swe gospodarstwa na własność dziedziczną. Rozkaz ten musiał jednak powtórzyć jeszcze niemal 20 lat później, w kwietniu 1785 roku, ponieważ wciąż nie został wykonany. Dopiero 20 kwietnia 1786 roku wydano stosowne dokumenty, które (znów dwa lata później) zatwierdziła Pomorska Kamera Wojenno-Skarbowa. Na ich mocy każdy z osadników otrzymywał przydzielone mu wcześniej mieszkanie i mógł nim rozporządzać jak swoją własnością: wolno mu było je sprzedawać, cedować, darować i rozporządzać podług uznania, o ile tylko uzyskał wcześniej zgodę magistratu. Z drugiej strony osadnicy zostali zobowiązani do utrzymywania swoich mieszkań w dobrym stanie. Gdyby któryś z nich nie dotrzymał tego warunku, musiałby na własny koszt odbudować mieszkanie. Liczba tak sporządzonych aktów była jednak niewielka, co pozwala wnioskować, że w 1786 roku wielu kolonistów nie mieszkało już w Diedrichsdorf.

### XIX i XX wiek
Dopiero na przełomie XVIII i XIX wieku wieś zaczęła się rozwijać. Napływali do niej nowi mieszkańcy, którzy zajmowali gospodarstwa pozostawione przez kolonistów. Nie zajmowali się już jednak przędzeniem wełny, a raczej wydobywaniem torfu, pracami leśnymi i rolnictwem. Powoli rozwijało się rzemiosło, kwitł również handel drewnem . Przez jakiś czas próbowano także hodować tu jedwabniki. Hodowla jednak nie powiodła się, a do mieszkańców przylgnęło w efekcie przezwisko Seidenwürmer. Pod koniec XVIII wieku we wsi zaczęła funkcjonować szkoła dla miejscowych dzieci.  W 1805 roku wzmiankowana jest również karczma, a w 1872 – przytułek dla ubogich. Co najmniej od 1888 roku mieszkańcy mieli dostęp do poczty i telegrafu. Miejscowi ewangelicy należeli do parafii w Priemhausen (pol. Przemocze). 
Około 1800 roku w najwyższym punkcie cmentarza rozpoczęto budowę dzwonnicy. Wyposażono ją pierwotnie w jeden dzwon, który wybijał codziennie w południe trzy razy po trzy uderzenia. Gdy w 1884 roku przebudowywano kościół w Stevenhagen, zamówiono do niego nowe dzwony. Tymczasem jeden ze starych oddano do Diedrichsdorf, gdzie zawisł na rozbudowanej i umocnionej dzwonnicy. Oba obwieszczały odtąd nadchodzące uroczystości, niedziele i pogrzeby oraz ostrzegały przed pożarami, które wybuchały we wsi lub w okolicy. 
Pod koniec XIX wieku we wsi dynamicznie rozwijały się związki i stowarzyszenia. Około założono 1875 damsko-męski zespół śpiewaczy „Frohsinn” (pol. Pogoda ducha), który każdej zimy prezentował koncert i przedstawienie teatralne. Istniał on aż do I wojny światowej. Działał również Związek Kombatantów (niem. Kriegerverein) oraz Bractwo Strzeleckie (niem. Schützenverein), które latem organizowało festyny połączone z zawodami strzeleckimi (niem. Schützenfest). W skład Bractwa wchodziła także grupa teatralna, która często przygotowywała występy w języku dolnoniemieckim. Po I wojnie światowej Bractwo połączyło się ze Związkiem Kombatantów. Powstało również nowe stowarzyszenie „Verein-Einigkeit” (pol. Związek „Zgoda”), które stawiało sobie za cel podtrzymywanie relacji dobrosąsiedzkich i organizowanie obchodów różnych uroczystości.
Około 1912 roku cmentarz został ogrodzony od strony ulicy ceglanym, tynkowanym murem z wieżyczkami. Bezpośrednio przy nim zbudowano również remizę, która została wyposażona w sikawkę. We wsi zaczęła działać ochotnicza straż pożarna (Freiwillige Feuerwehr). Niedługo później do Diedrichsdorf doprowadzono linię telefoniczną, a w 1917 roku miejscowość została zelektryfikowana. W 1927 roku założono zespół sportowy (niem. Turnverein), którym kierował miejscowy nauczyciel, Georg Blankenhagen. Początkowo działalność zespołu ograniczała się do organizacji cotygodniowych ćwiczeń fizycznych, później jednak założono drużynę piłki ręcznej, która osiągała sukcesy w lidze powiatowej. W 1929 rozpoczęła się budowa nowej szkoły, którą oddano do użytku na początku kolejnego roku. W przededniu wojny na 93 gospodarstwa domowe (dane z roku 1939) przypadało 19 stolarni (dane z roku 1938) .

### II wojna światowa
W marcu 1945 roku, w okresie walk o Szczecin i Goleniów, we wsi została rozlokowana część żołnierzy 10 Dywizji Pancernej SS „Frundsberg”. Uciekający w głąb Niemiec mieszkańcy opuścili wieś 5 marca około godziny 13:00. Większość z nich osiedliła się później w Dörpling. Trzy dni później,  8 marca o godzinie 17:00, miejscowość została zdobyta siłami 1183 Pułku Strzeleckiego 356 Dywizji Strzeleckiej, która wchodziła w skład 61 Armii 1 Frontu Białoruskiego. Trzech niemieckich mieszkańców – Emil Krämer, Franz Böttcher i Paul Tetz – zdecydowało się na pozostanie we wsi. Ukryli się w lesie, gdzie zamierzali przeczekać pierwsze natarcie Rosjan. Zdradzeni rżeniem koni musieli wrócić do wsi, gdzie zostali jednak odkryci i zamordowani, a ich żony zgwałcono. W następnych dniach we wsi rozlokowano 1203 Pułk Samochodowo-Artyleryjski. W wyniku działań wojennych i dewastacji zniszczonych zostało 11 budynków.

## Polskie osadnictwo
Pierwsi polscy osadnicy pochodzili z miejscowości Usznia, Czeremosznia i Biały Kamień w zachodniej części współczesnej Ukrainy. W czerwcu 1945 roku wyjechali transportem ze stacji kolejowej w Złoczowie i – z trzytygodniowym postojem na stacji Karb – dotarli do Gołonogu 15 sierpnia. Stamtąd przewędrowali do Diedrichsdorf. Pierwszym sołtysem został Franciszek Bojakowski, który nadał wsi nazwę Nowa Usznia. Nazwę Bolechowo wprowadzono 8 maja 1947 roku. Ponadto pod koniec 1947 roku we wsi osiedlono 4 z 13 rodzin, które w ramach akcji „Wisła” zostały wcześniej przesiedlone do Podańska. W miejscowości nigdy nie zawiązano spółdzielni, rolnicy prowadzili indywidualne gospodarstwa. Do 25 kwietnia 1946 roku w Bolechowie uruchomiono 4 zakłady stolarskie, a pod koniec lat 60. wybudowano sklep.

### Kapela
W 1947 roku we wsi utworzono orkiestrę dętą. Ślusarz, Józef Mikoda, naprawił znalezione w jednym z domów poniemieckie instrumenty, a inne nabył za własne pieniądze. Kierownikiem orkiestry został Franciszek Mikoda, u którego odbywały się próby. Kapela, pierwotnie niewielka, licząca jedynie 8 członków, w 1950 roku wystąpiła w pochodzie pierwszomajowym, a we wrześniu 1953 roku brała udział IX Ogólnopolskich Dożynkach w Szczecinie w Szczecinie. Orkiestra została włączona w struktury nowogardzkiej Służby Polsce. Dzięki temu jej członkowie mogli uniknąć przymusowego oddelegowania przez SP do wielkich robót budowlanych, prowadzonych w tym czasie na terenie całego kraju. Amatorskich muzyków kształcili kapelmistrzowie – najpierw dojeżdżający z Nowogardu, a później ze Szczecina. W repertuarze znajdowały się zarówno utwory ludowe, jak i zagraniczne nowości. Pomimo sprzeciwów władz, muzycy grali także na uroczystościach kościelnych. W tym okresie podczas ogólnopolskich eliminacji, orkiestra z Bolechowa zajęła II miejsce, zaraz po orkiestrze z Zamościa i przed wojewódzką orkiestrą dętą ze Szczecina. Po rozwiązaniu SP zespół przeżywał wzloty i upadki. Przez jakiś czas podlegał pod Ochotnicze Hufce Pracy, następnie pod OSP w Goleniowie. W 1972 roku na bazie kapeli powstała orkiestra przy Zakładach Chemicznych, która następnie znów przeszła w struktury OSP. W połowie lat 80. została definitywnie rozwiązana. W 2020 roku córka trębacza Albina Mikody odnalazła na strychu należące do niego nuty. Zostały one odtworzone przez muzyków z kapeli Teatru Brama.

### Szkoła
W Bolechowie przez krótki czas funkcjonowała szkoła podstawowa. Powołano ją do życia 10 maja 1947 roku, a posadę nauczyciela objął Czesław Pietroń. W dniu otwarcia naukę rozpoczęło 18 dzieci. Lustracja przeprowadzona 15 października 1947 wykazała jednak, że: „Budynek szkoły jest w dobrym stanie i utrzymany bardzo porządnie. Stwierdzono, że szkoła liczy ogółem 13 dzieci, z tego w klasie I jedno dziecko, w klasie II czworo dzieci, w klasie III 7-mioro, w klasie IV jedno dziecko. Ponieważ szkoła nie ma widoków dalszego rozwoju Inspektor Szkolny postanowił szkołę zlikwidować i polecił dzieci ze szkoły podstawowej w Bolechowie przekazać do szkoły podstawowej w Stawnie”. Ponieważ jednak utworzona we wrześniu 1946 roku szkoła w Stawnie nie dysponowała wystarczającą liczbą pomieszczeń, zadecydowano, że połowa klas będzie uczyć się w Bolechowie. Od 1949 roku w placówce w Stawnie działała filia Biblioteki Gminnej (przekształconej później w Gromadzką), z kolei we wczesnych latach 50. utworzono osobną filię w Bolechowie.
Od roku szkolnego 1966/67 w szkole prowadzono pełne 8 klas. Funkcjonowały przy niej drużyna sportowa oraz harcerska. Szkołę (licząca wówczas 3 klasy i oddział przedszkolny) definitywnie zamknięto 31 sierpnia 1997 roku.

### Leśnictwo
Po wojnie Bolechowo przejściowo było siedzibą leśnictwa wchodzącego w skład Nadleśnictwa Wrzosowo (dziś Kliniska). Na jego terenie rósł liczący około 600 lat dąb szypułkowy „August”, którego obwód na wysokości pierśnicy wynosił 475 cm, średnica – 152 cm, -a wysokość – 12 m.

### Cmentarz
W 1976 roku specjalna komisja dokonująca przeglądu gminy Goleniów podjęła decyzję o likwidacji poniemieckiego cmentarza w Goleniowie. Ostatecznie nigdy jednak do tego nie doszło. Pozostałości cmentarza ewangelickiego zostały w latach 2008-2009 uprzątnięte przez sołtysa Wiesława Ludwickiego oraz mieszkańców. Odsłonięto wówczas stare kwatery nagrobne, a obok kamienia upamiętniającego mieszkańców wsi poległych na frontach I wojny światowej ustawiono nową tablicę pamiątkową oraz ławki.

## Współczesność
Miejscowość z czasem przybrała charakter rolniczo-mieszkalny. Znajduje się w niej sklep oraz kilka zakładów rzemieślniczych. Zabudowa pochodzi w większości z XX wieku, zachowały się jednak także starsze domy o konstrukcji szkieletowej. Niektóre z nich (numery  10, 12, 13, 23, 34, 37, 43, 44, dawniej również 7, 16) oraz cmentarz ewangelicki są wpisane do ewidencji zabytków. 
W latach 2004–2008 mieszkańcy przebudowali dawne pomieszczenia gospodarcze Spółdzielni Kółek Rolniczych na świetlicę. Obok powstał plac zabaw i miejsce do grillowania. 28 lutego 2020 roku w ramach kampanii prezydenckiej wieś odwiedził Szymon Hołownia, zaproszony przez popierających go bolechowian. 
Wierni Kościoła katolickiego należą do parafii Matki Bożej Nieustającej Pomocy w Goleniowie. Przed jej powstaniem w roku 1987 należeli do goleniowskiej parafii św. Jerzego. W Bolechowie mieści się siedziba wspólnoty Przyjaciele Miłości Miłosiernej prowadzonej przed Monikę i dk. Marcina Gajdów oraz powiązanej z nią Fundacji „Theosis”.
W 2023 roku rozpoczęło działalność Bolechowskie Archiwum Cyfrowe, które digitalizuje dokumenty i fotografie związane z historią Bolechowa i okolic, i udostępnia je na portalu Zbiory Społeczne. Do archiwum przekazano m.in. spuściznę fotografa i konstruktora Jana Grunera (1885–1963). W ramach projektu nagrywane są także rozmowy z najstarszymi i najbardziej zasłużonymi dla regionu mieszkańcami. Koordynatorem projektu jest Jan Borowski.

## Przynależność administracyjna
| Okres     |                                                          | Państwo                      | Jednostka administracyjna                                          |
| --------- | -------------------------------------------------------- | ---------------------------- | ------------------------------------------------------------------ |
| 1751-1815 |                                                          | Królestwo Prus               | Prowincja pomorska, powiat Saatzig                                 |
| 1816-1817 | Prowincja pomorska, rejencja szczecińska, powiat Saatzig | Królestwo Prus               |                                                                    |
| 1818-1918 | Prowincja pomorska, rejencja szczecińska, powiat Naugard | Królestwo Prus               |                                                                    |
| 1918-1933 |                                                          | Republika Weimarska          | Prusy, prowincja pomorska, rejencja szczecińska, powiat Naugard    |
| 1933-1945 | III Rzesza                                               | III Rzesza                   | Prusy, prowincja pomorska, rejencja szczecińska, powiat Naugard    |
| 1945-1947 | Polska                                                   | Rzeczpospolita Polska        | województwo szczecińskie, powiat nowogardzki, gmina Sobótka        |
| 1947-1952 | Polska                                                   | Rzeczpospolita Polska        | województwo szczecińskie, powiat nowogardzki, gmina Mosty          |
| 1952-1954 | Polska                                                   | Polska Rzeczpospolita Ludowa | województwo szczecińskie, powiat nowogardzki, gmina Mosty          |
| 1954-1969 | Polska                                                   | Polska Rzeczpospolita Ludowa | województwo szczecińskie, powiat goleniowski, gromada Stawno       |
| 1969-1975 | Polska                                                   | Polska Rzeczpospolita Ludowa | województwo szczecińskie, powiat goleniowski, gromada Goleniów     |
| 1975-1989 | Polska                                                   | Polska Rzeczpospolita Ludowa | województwo szczecińskie, gmina Goleniów                           |
| 1989-1998 | Polska                                                   | Rzeczpospolita Polska        | województwo szczecińskie, gmina Goleniów                           |
| od 1999   | Polska                                                   | Rzeczpospolita Polska        | województwo zachodniopomorskie, powiat goleniowski, gmina Goleniów |

## Demografia
Dane o ludności z 31 grudnia 2021:
| Opis                                | Ogółem | Ogółem | Kobiety | Kobiety | Mężczyźni | Mężczyźni |
| ----------------------------------- | ------ | ------ | ------- | ------- | --------- | --------- |
| Jednostka                           | osób   | %      | osób    | %       | osób      | %         |
| Populacja                           | 267    | 100    | 134     | 50,19   | 133       | 49,81     |
| Wiek przedprodukcyjny (0–17 lat)    | 39     | 14,61  | 22      | 8,24    | 17        | 6,37      |
| Wiek produkcyjny (18–65 lat)        | 181    | 67,79  | 82      | 30,71   | 99        | 37,08     |
| Wiek poprodukcyjny (powyżej 65 lat) | 47     | 17,6   | 30      | 11,24   | 17        | 6,37      |

## Ludzie związani z Bolechowem
- Friedrich Lüpke (1853–1929) – weterynarz, profesor patologii w Stuttgarcie, urodzony w Diedrichsdorf[101];
- Ignacy Konkolewski (1914–1975) – agronom i polityk, poseł na Sejm PRL, sołtys wsi w roku 1957[102];
- Marcin Gajda (ur. 1968) – psychoterapeuta oraz rekolekcjonista, mieszkaniec wsi[103].

## Galeria

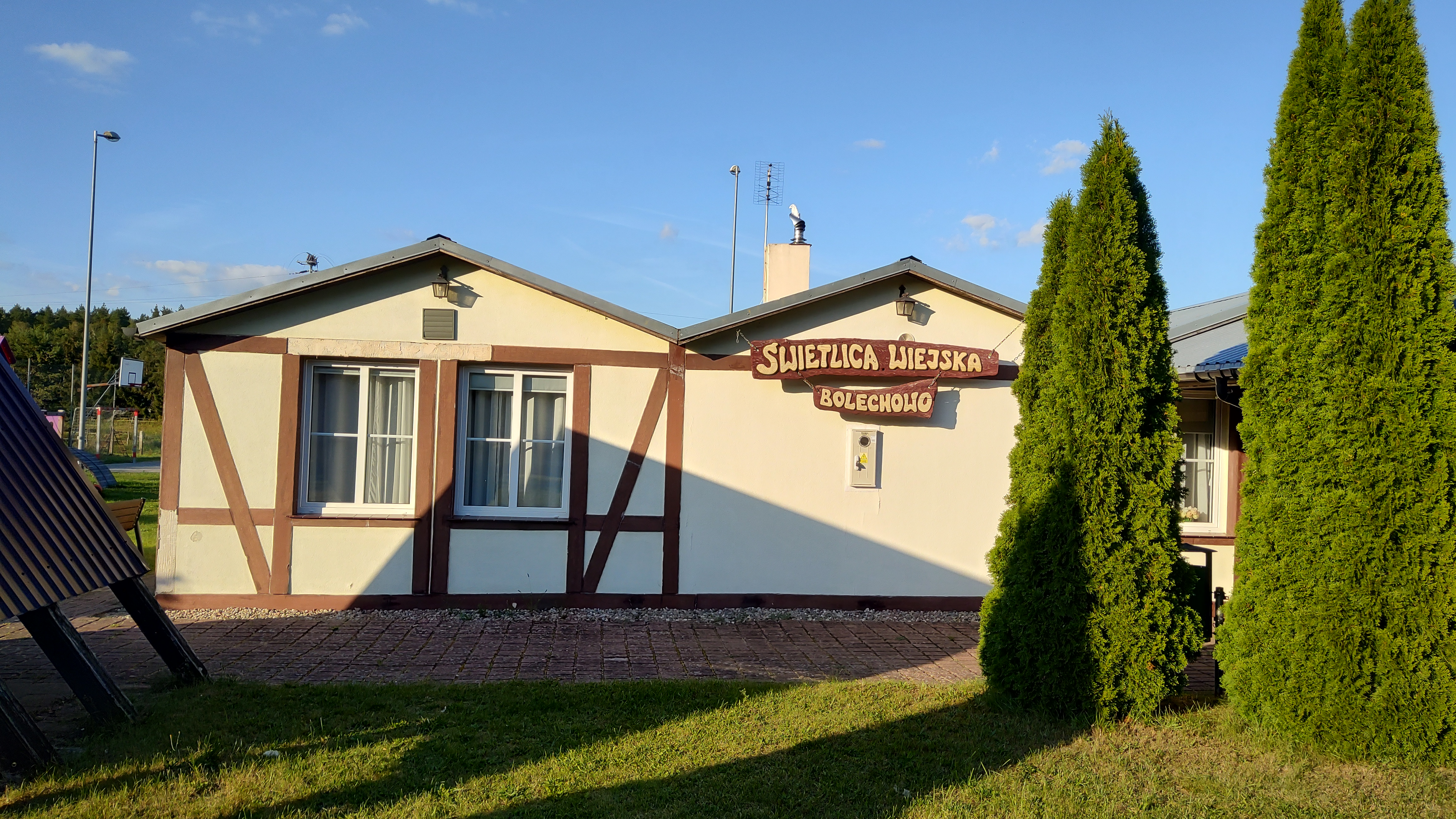
Świetlica
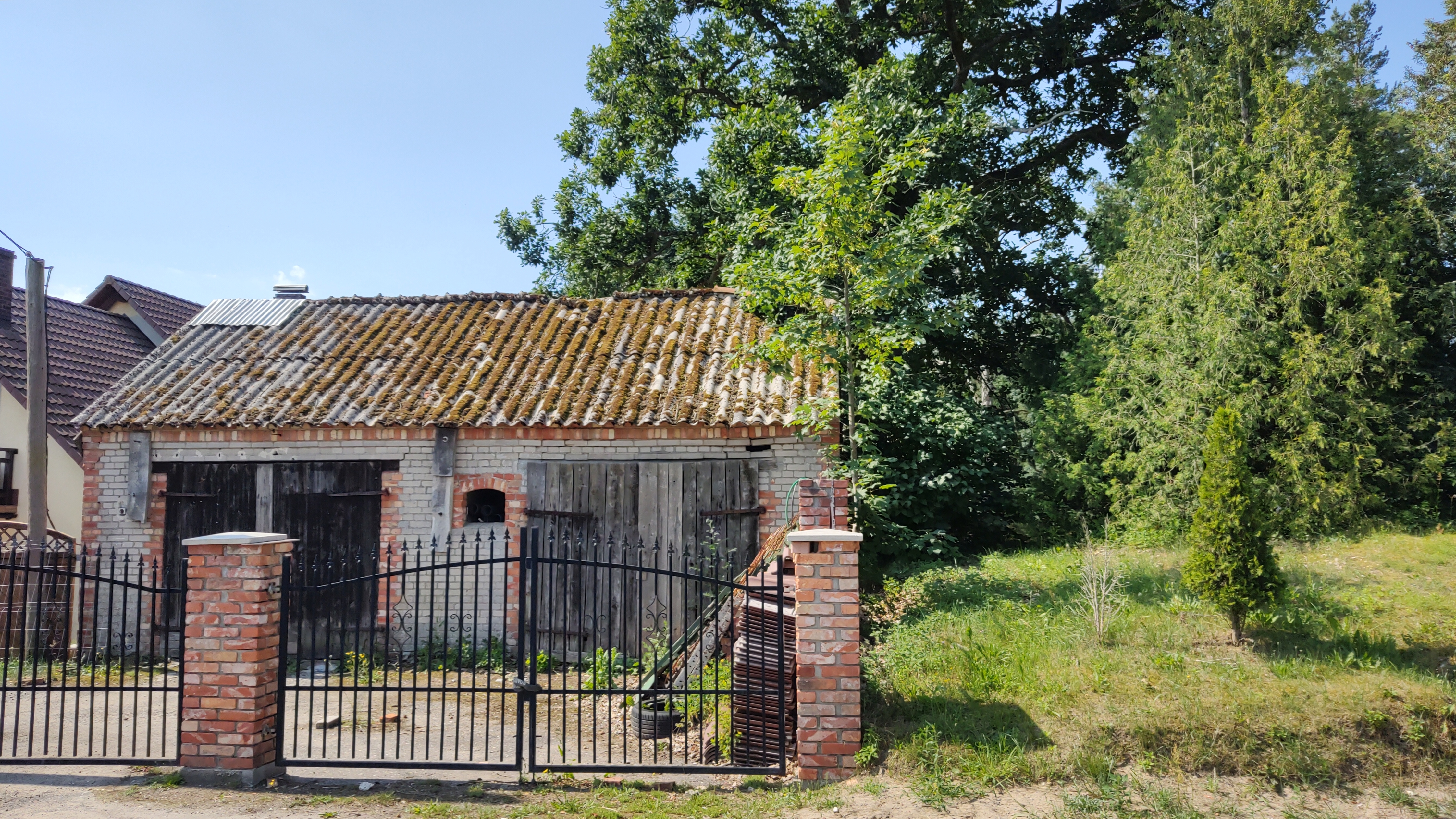
Dawna remiza strażacka
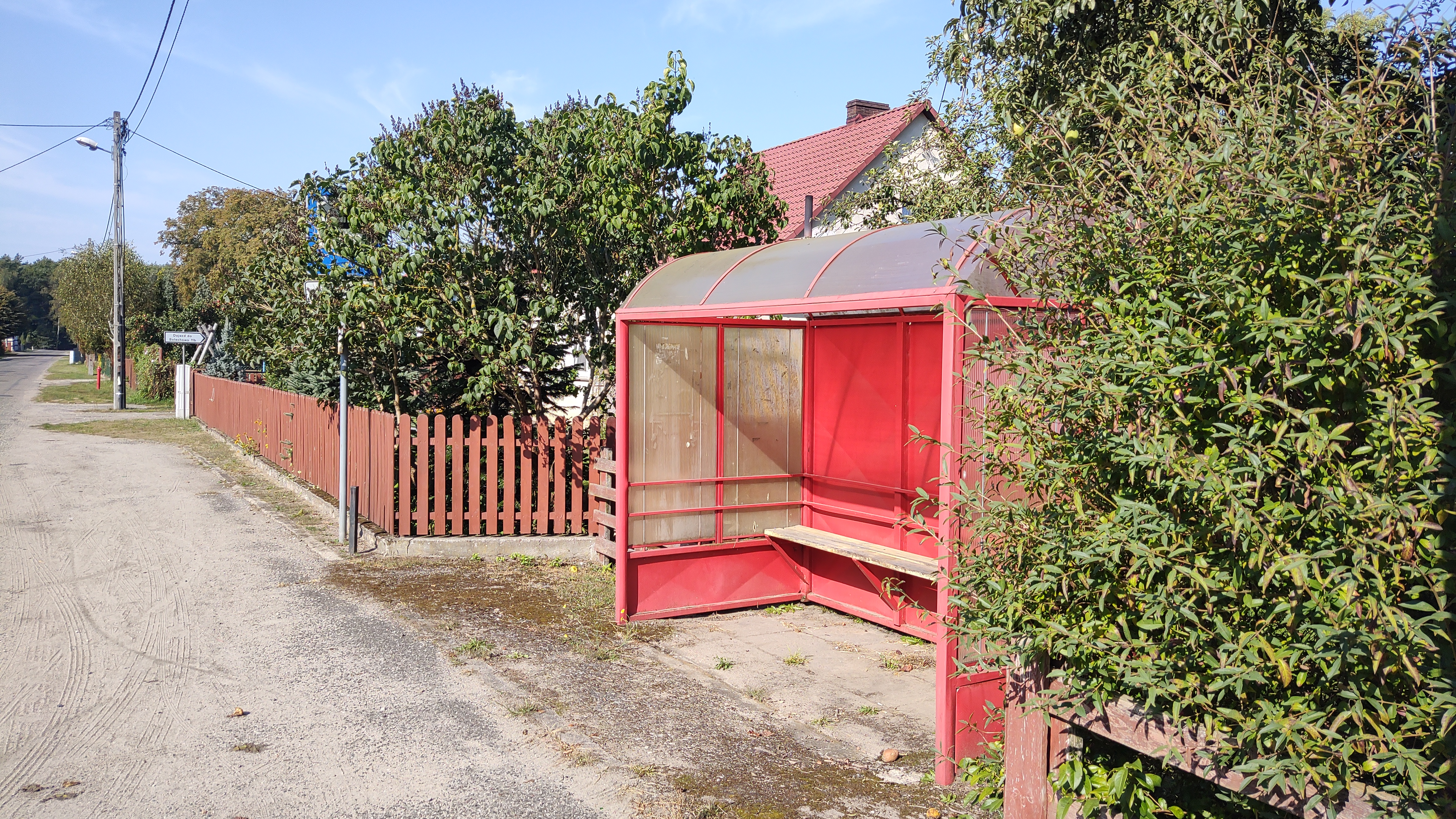
Przystanek autobusowy
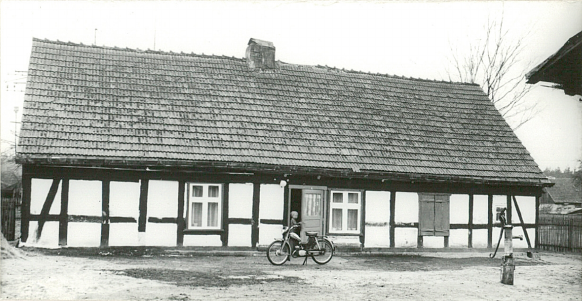
Nieistniejący dom nr 9 od strony podwórza (1978)
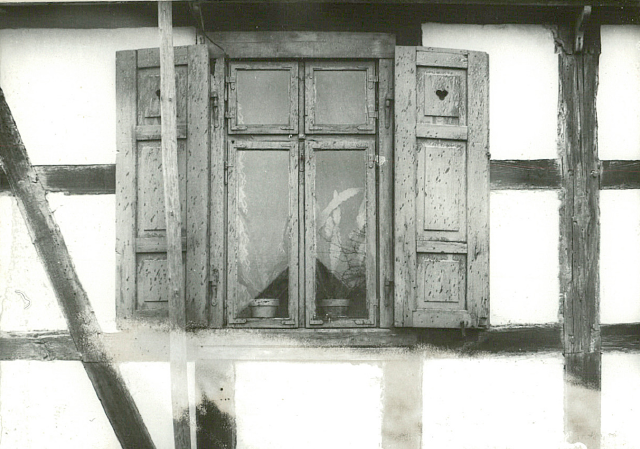
Okiennica domu nr 13 (1978)
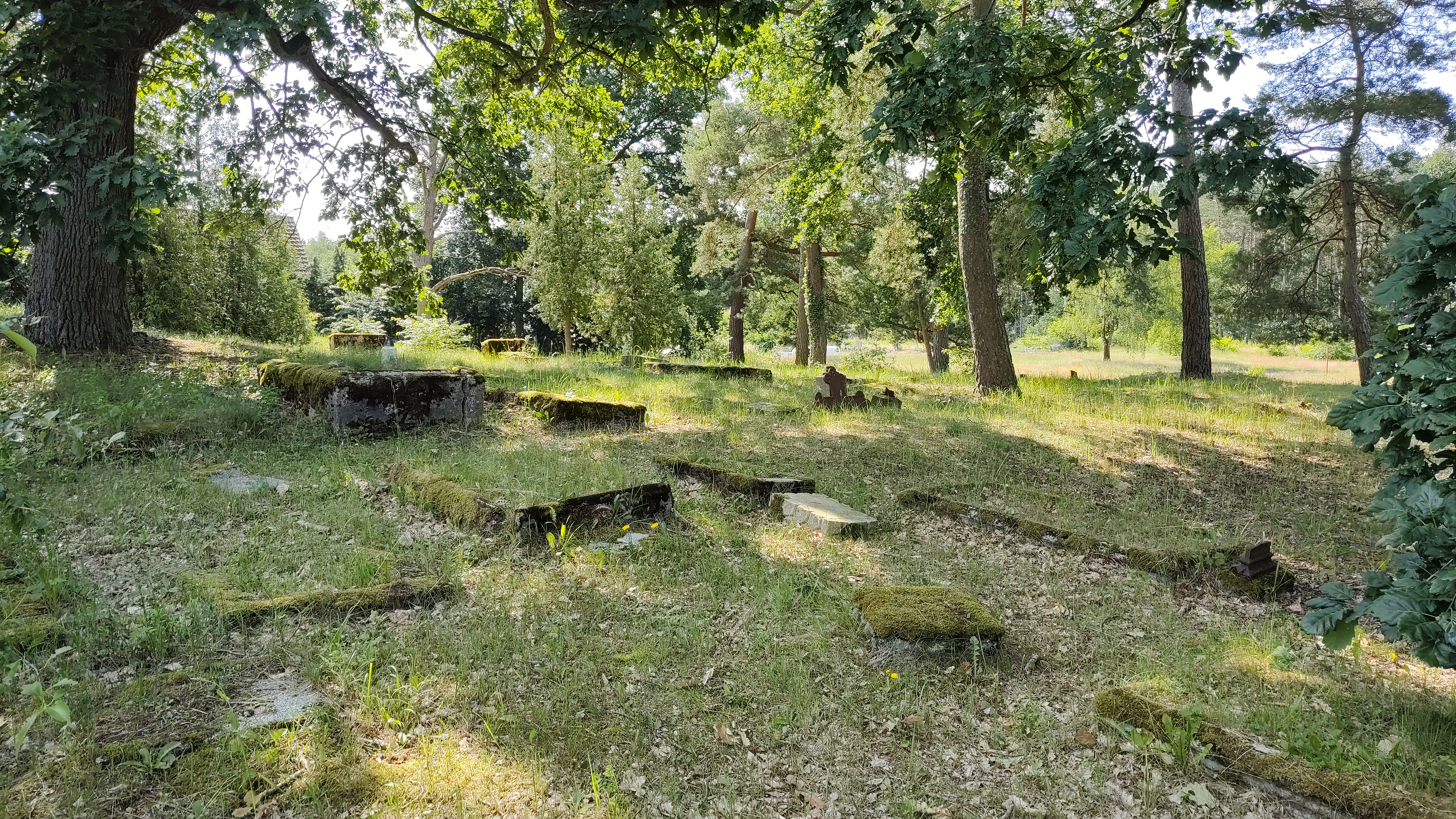
Cmentarz poniemiecki
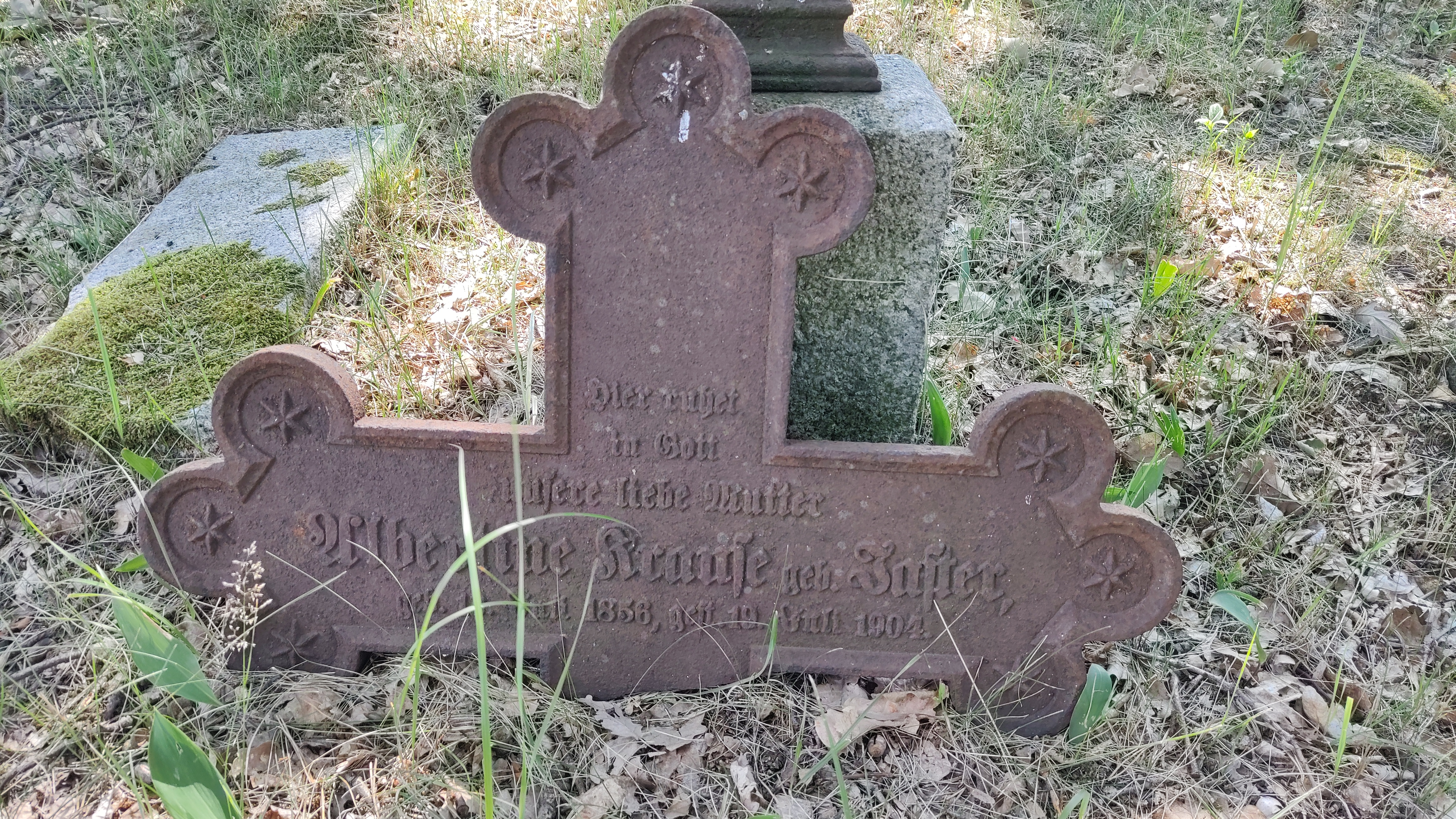
Krzyż na bolechowskim cmentarzu
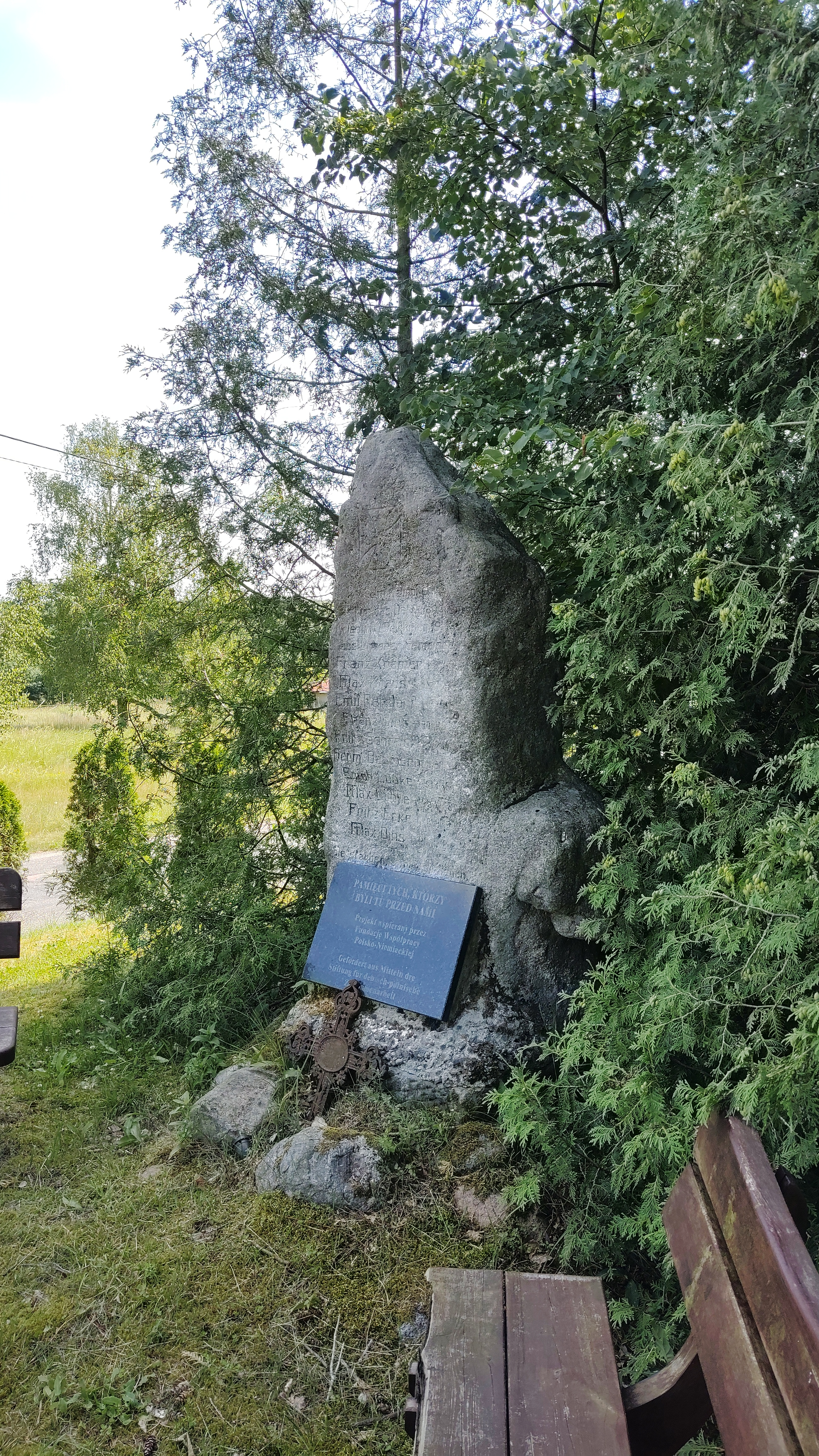
Pomnik upamiętniający poległych podczas I wojny światowej
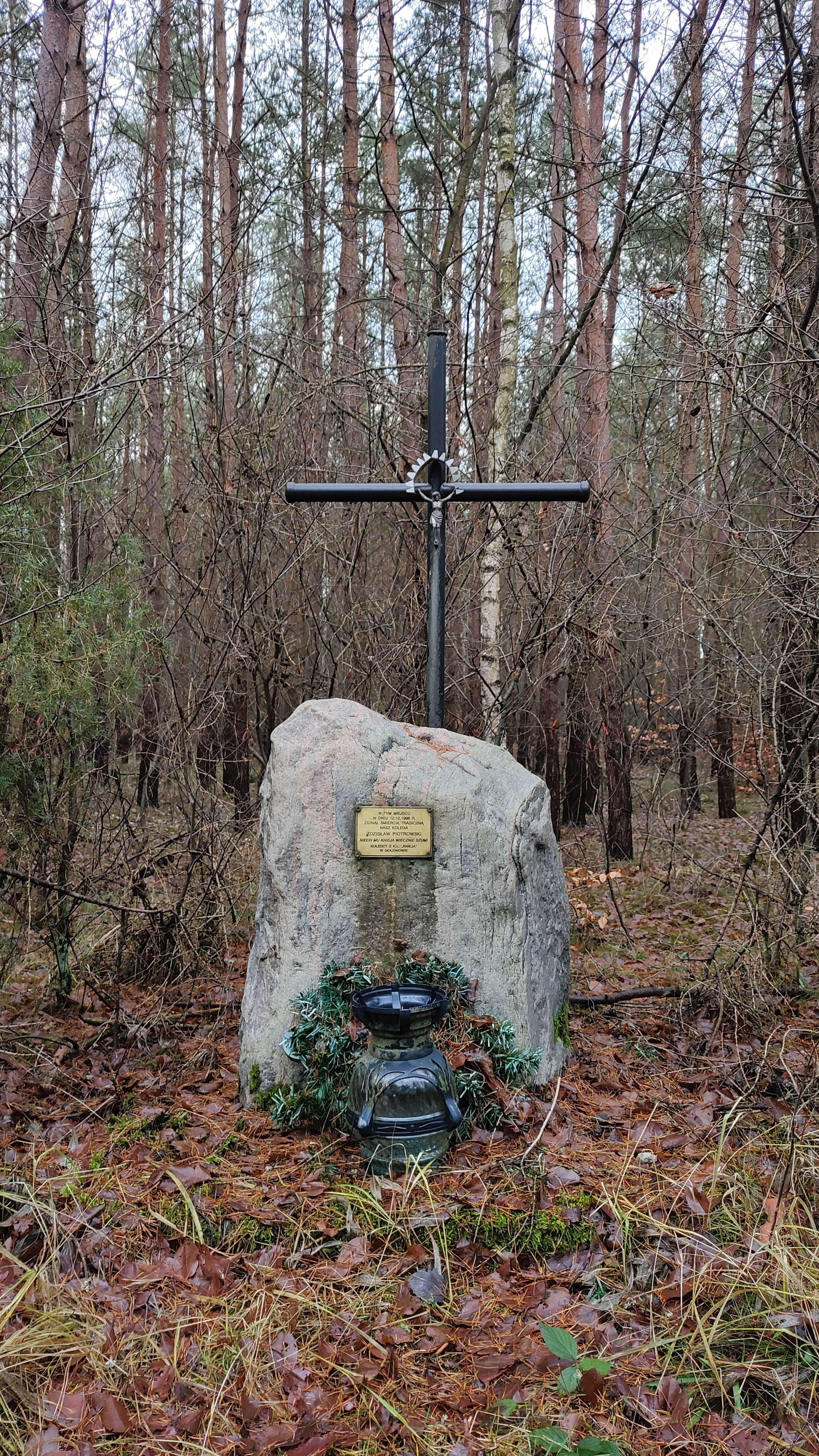
Pomnik upamiętniający tragicznie zmarłego myśliwego
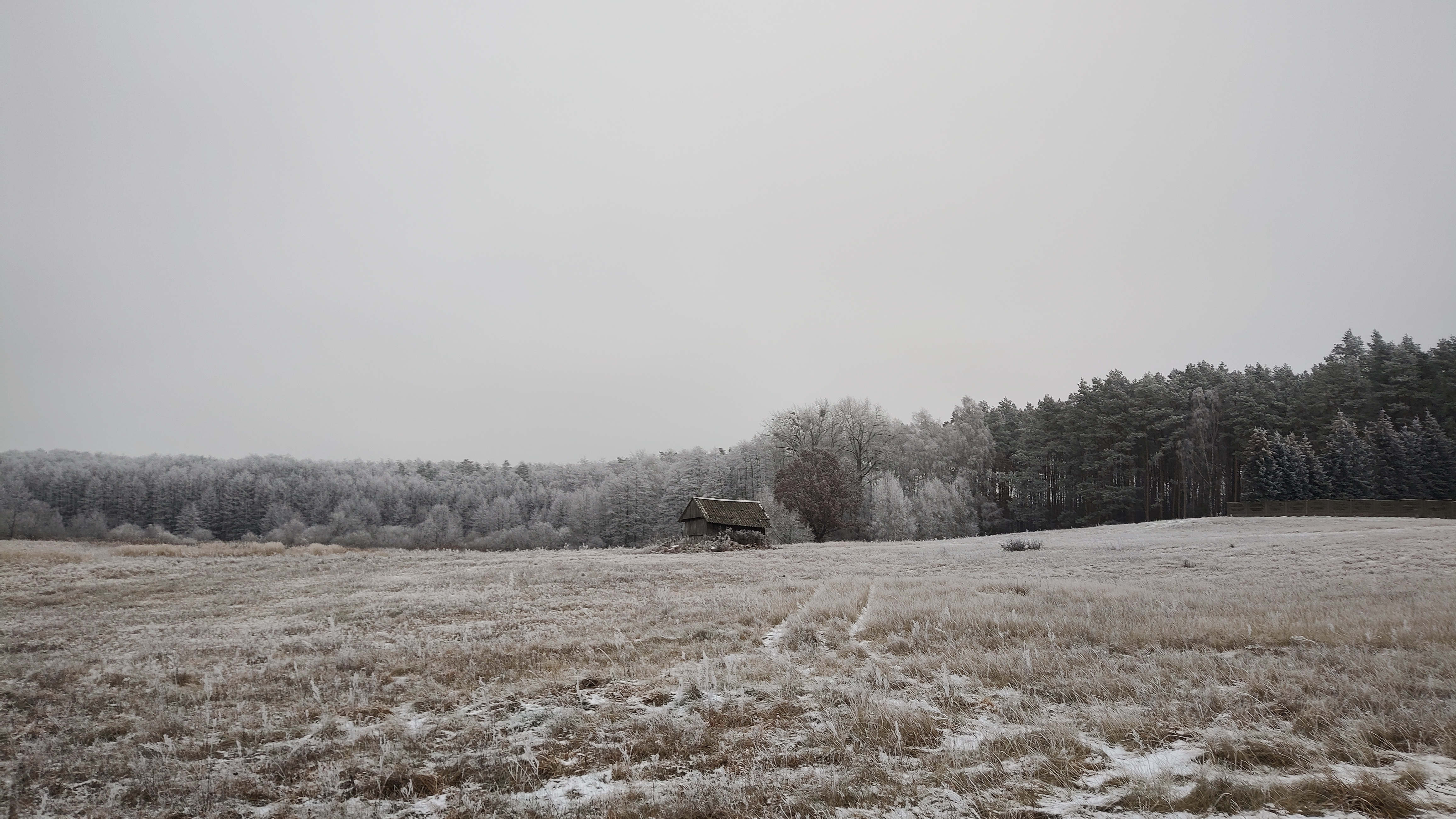
Okolice wsi